# Ројт (Ајфел)
Ројт (њем. Reuth) општина је у њемачкој савезној држави Рајна-Палатинат. Једно је од 109 општинских средишта округа Вулканајфел. Према процјени из 2010. у општини је живјело 214 становника. Посједује регионалну шифру (AGS) 7233235.

## Географски и демографски подаци
Ројт се налази у савезној држави Рајна-Палатинат у округу Вулканајфел. Општина се налази на надморској висини од 560 метара. Површина општине износи 7,2 km². У самом мјесту је, према процјени из 2010. године, живјело 214 становника. Просјечна густина становништва износи 30 становника/km².